# ريتشارد بروكس (لاعب كريكت)
ريتشارد بروكس (29 يوليو 1863 - 9 أبريل 1927) (بالإنجليزية: Richard Brooks)‏ هو لاعب كريكت بريطاني.